# Rakuten

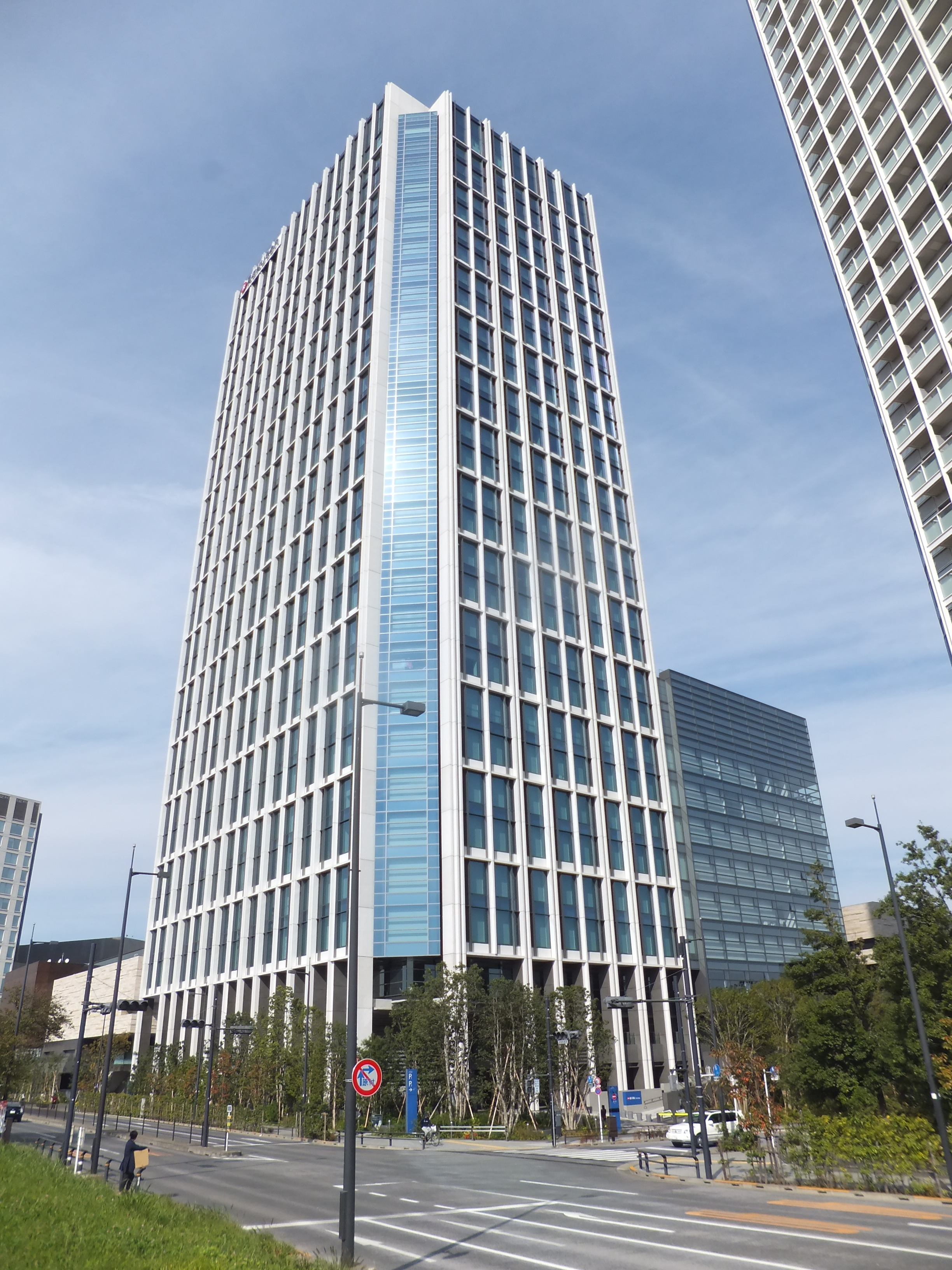
Firmenzentrale in Japan: Rakuten Crimson House

Rakuten K.K. (japanisch 楽天株式会社 Rakuten Kabushiki-gaisha; englisch Rakuten, Inc.) ist ein 1997 gegründetes Internetunternehmen. Es betreibt Japans größte Internetbank. Weltweit werden über Tochterunternehmen weitere Finanzdienstleistungen angeboten. Zu den weiteren Geschäftsbereichen zählen Mobilfunk, Onlinehandel und Digitaler Content. Das japanische Wort Rakuten bedeutet „Optimismus“.
Rakuten ist im JASDAQ gelistet, die Konzernzentrale befindet sich im Tokioter Stadtteil Higashi-Shinagawa. Die europäische Konzernmutter Rakuten Europe S.a.r.l. hat ihren Sitz im Luxemburg, daneben gibt es Büros in Paris für den Video-on-Demand-Service und in Barcelona für das spanischsprachige Rakuten TV.

## Geschichte
Rakuten wurde am 7. Februar 1997 als MDM, Inc. gegründet und im Juni 1997 zu Rakuten, Inc. umbenannt. Zu Beginn waren sechs Mitarbeiter im Unternehmen beschäftigt. In den folgenden Jahren wuchs das Unternehmen stark. Am 19. April 2000 ging Rakuten an die Börse.
Im Jahr 2004 gründete Rakuten die japanische Baseball-Profimannschaft Tōhoku Rakuten Golden Eagles. Im Jahr 2008 wurde in Taiwan der erste ausländische Ableger gegründet, im Jahr 2009 Rakuten.TV (ehemals wuaki.tv) ins Leben gerufen. Der VoD-Anbieter stellt Filme zum Streaming bereit, diese können ausgeliehen oder gekauft werden. Das Angebot ist auch im deutschsprachigen Raum vertreten. 2012 übernahm man den kanadischen E-Book-Dienst und Reader-Hersteller Kobo.
Die Plattform galt als der weltgrößte Online-Händler von Elfenbein und Walfleisch, bevor der Verkauf eingestellt wurde. Am 1. April 2014 wurde der Handel mit Walfleisch offiziell untersagt.
Rakuten übernahm am 14. Februar 2014 die VoIP-Software Viber.
Rakuten war ab der Saison 2017/18 für vier Jahre Trikotsponsor des FC Barcelona. Seit September 2017 ist das Unternehmen außerdem Trikot-Sponsor der Golden State Warriors, seit Juni 2019 Presenting Partner des Davis Cups.
In Japan baute Rakuten 2020 mit Startschwierigkeiten das weltweit erste Mobilfunknetz auf Basis von Open RAN auf, dies ist ein virtualisiertes, also Cloud-basiertes, 5G-Mobilfunknetz.

## Deutschsprachiger Raum

### Marktplatz Rakuten
In Deutschland ist Rakuten seit Mitte 2011 durch die Übernahme des Unternehmens Tradoria in Bamberg unter dem Online-Marktplatz rakuten.de aktiv. Im Januar 2012 erfolgte die Umbenennung in Rakuten. 2017 wurde der E-Book-Hersteller Tolino übernommen, der zuvor zur Deutschen Telekom gehörte. Am 24. September 2020 gab Rakuten Deutschland die Einstellung des Marktplatzes ab dem 15. Oktober 2020 bekannt. Die Geschäftsanschrift in Bamberg wurde aufgelöst.

#### Kritik
Es gab während der Betriebszeit des Marktplatzes viele Beschwerden über ausbleibende Lieferungen oder solche mit falschen oder defekten Produkten. Rakuten sah sich nur als Zahlungsvermittler; der Kauf sollte von ihnen unabhängig zwischen Händler und Käufer ablaufen.

### Österreich
Ab Dezember 2012 war Rakuten mit einer eigenständigen österreichischen Niederlassung in Wien vertreten. Im Mai 2013 startete man mit eigenem Österreich-Webshop mit rund 200 Händlern, im November 2014 boten 800 Händler ihre Waren im Österreich-Webshop an. Der Betreiber des Wiener Einkaufscenters Lugner-City, Richard Lugner, fungierte seit Oktober 2014 als Testimonial. Im August 2016 gab Rakuten bekannt, sich aus Österreich, Großbritannien und Spanien zurückziehen zu wollen. Man konzentriere sich in der EU auf Deutschland und Frankreich und betreue den österreichischen Markt durch Rakuten Deutschland. Ab dem Start 2013 häufte Rakuten in Österreich einen Bilanzverlust von 5,3 Millionen Euro an.

### Rakuten TV
Im Frühjahr 2021 wurde Rakuten TV um  250 Streaming-Kanäle erweitert, darunter 85 deutschsprachige. Zudem will man mit der Rubrik Rakuten Stories zukünftig auf einen Mix von selbst produzierten und zugekauften Inhalten setzten, z. B. Dokumentationen. Nach eigenen Angaben ist Rakuten TV im Jahr 2022 der einzige Anbieter in Europa, der sowohl TVoD (Transactional-Video-on-Demand), SVoD (Subscription-Video-on-Demand) als auch AVoD (Advertising-Video-on-Demand) auf einer Plattform anbietet.